# Pozwolenie na wznowienie robót budowlanych
Decyzja w sprawie wznowienia robót budowanych, zwana również pozwoleniem na wznowienie robót budowlanych – decyzja administracyjna zezwalająca na wznowienie robót budowlanych w przypadku ich wcześniejszego wstrzymania przez organy nadzoru budowlanego lub wygaśnięcia decyzji o pozwoleniu na budowę.

## Źródła prawne
Decyzja ta jest wydawana na podstawie art. 37 ust. 2 i art. 51 ust. 3 Prawa budowlanego w trybie kodeksu postępowania administracyjnego. Konieczność uzyskania tej decyzji dotyczy tych robót budowlanych,
- które zostały wstrzymane przez właściwy organ nadzoru budowlanego, stosownym postanowieniem, wydanym na podstawie art. 50 pb, lub
- dla których decyzja o pozwoleniu na budowę wygasła, zgodnie z art. 37 pb.

## Zasady
Przy udzielaniu pozwolenia na wznowienie robót obowiązują następujące zasady:
- pozwolenie na wznowienie robót wydawane jest na wniosek inwestora (art. 51 ust. 2 pb)
- do wydania pozwolenia na wznowienie robót stosuje się odpowiednio przepisy art. 35 pb (art. 51 ust. 3 pb), tzn. przepisy (i tym samym zasady) obowiązujące przy wydawaniu decyzji o pozwoleniu na budowę (z wyłączeniem art. 35 ust. 1 pkt. 1 lit. b – dotyczącej sprawdzenia zgodności z decyzją o warunkach zabudowy i zagospodarowania terenu)
- przedmiotowa decyzja może zostać wydana po przeprowadzeniu kontroli spełnienia warunków i obowiązków nałożonych na inwestora zgodnie z art. 51 ust. 1 pkt 2 i 3, (które mogą zawierać obowiązek wykonania przez inwestora określonych czynności w określonym terminie oraz sporządzenia projektu budowlanego zamiennego)
- przedmiotowa decyzja, podobnie jak pozwolenia na budowę, może obejmować również decyzję o zatwierdzeniu projektu budowlanego (zamiennego).